# Storia del Brasile
La storia del Brasile è quella parte degli studi di storia focalizzata sull'evoluzione del territorio e della società brasiliana che, canonicamente, si estende dall'arrivo dei portoghesi, nel 1500, fino alla data odierna. Questa voce contiene anche informazioni sulla preistoria del Brasile, ovvero il periodo in cui non ci sono state registrazioni scritte sulle attività svolte dai popoli indigeni.

## Popoli precolombiani
Originariamente abitato dai popoli indigeni dell'America del sud, il territorio che oggi appartiene al Brasile, oltre che al resto dell'America meridionale, già era spartito tra le due potenze europee, Portogallo e Spagna, ancor prima della sua scoperta ufficiale. Il trattato di Tordesillas, firmato nel 1494, fu un accordo importante per definire la futura frontiera del Brasile, che divideva il continente da nord a sud, dall'attuale stato di Pará fino alla città di Laguna (Santa Catarina), che fu modificata in seguito con l'espansione portoghese a ovest.

## Il periodo coloniale
La colonizzazione non era nei propositi dell'impresa mercantile che intraprese la navigazione che, organizzata specificamente per scambi mercantili, operava presupponendo l'esistenza di un prodotto locale nelle aree in cui voleva procedere agli scambi. Il problema della colonizzazione rappresentò grandi difficoltà in un periodo in cui la struttura economica portoghese non era preparata per affrontarlo. L'esplorazione delle Americhe doveva apparire, a quei tempi, come un'impresa straordinariamente difficile, anzitutto perché doveva attirare persone per popolare il continente americano. Gli ostacoli, in questo senso, furono così grandi che nel XVI secolo si riflessero nel controverso problema dei banditi: rendere il Brasile la loro meta pareva una forma per vincere la naturale resistenza al trasferimento in una terra che offriva non poche prospettive. Un altro ostacolo erano le penose condizioni di lavoro nella colonia accanto alle debolissime possibilità di arricchimento, ma anche questo poteva essere superato con più alte retribuzioni per i lavoratori.
Ufficialmente fu l'esploratore Pedro Álvares Cabral, che avvistò terra il 21 aprile e arrivò all'attuale Porto Seguro, nello stato di Bahia, il 22 aprile del 1500.
L'occupazione effettiva però ebbe inizio nel 1532 con la fondazione di São Vicente, grazie a Martim Afonso de Sousa, donatario di due capitanie (concessioni amministrative concesse dal re portoghese), insieme con la capitania della Nova Lusitânia (Pernambuco), ma entrambe faticavano a prosperare.
Insoddisfatto, Giovanni III del Portogallo decise di creare un governo centrale per correggere i problemi e abolire le capitanie. Fu inviato Tomé de Sousa come primo governatore generale che il 29 marzo 1549 fondò la città di Salvador come capitale del Brasile.
Durante il XVI secolo ebbe inizio la schiavitù, inizialmente quella degli indigeni e, a partire dagli ultimi decenni del secolo, anche quella di alcune popolazioni africane, già utilizzate dai portoghesi nella madre patria. Nello stesso secolo cominciarono anche le prime esplorazioni del territorio interno del Brasile, da parte soprattutto dei cosiddetti bandeirantes.
I tassi di mortalità degli schiavi impiegati nella produzione dello zucchero e nell'estrazione dell'oro erano altissimi e spesso, a causa della mancanza di cibo o di altre condizioni sfavorevoli, era impossibile far aumentare la popolazione schiavile in maniera autonoma. Alcuni schiavi scapparono dalle piantagioni e cercarono di stabilire degli insediamenti, detti quilombos. Questi insediamenti, tuttavia, vennero quasi tutti smantellati da truppe private o governative. Gli africani divennero comunque una parte significativa della popolazione brasiliana e, molto prima della fine della schiavitù, avvenuta nel 1888 (legge aurea promulgata dalla principessa Isabella), cominciarono a fondersi con la popolazione di origine europea.
Durante i primi due secoli del periodo coloniale, attratti dalle enormi risorse naturali e dalla terra disponibile, altre potenze europee cercarono di fondare colonie in varie parti del territorio brasiliano, sfidando la bolla papale e il Trattato di Tordesillas. Coloni francesi cercarono di stabilirsi nell'attuale Rio de Janeiro, dal 1555 al 1567 e nell'attuale São Luís, dal 1612 al 1614.
La fallita intrusione olandese in Brasile durò più a lungo, causando maggiori problemi al Portogallo. Soldati olandesi cominciarono depredando la costa, saccheggiando Bahia nel 1604 e addirittura conquistando temporaneamente la capitale, Salvador. Dal 1630 al 1654 gli olandesi si stabilirono in maniera più stabile nel cosiddetto Nordeste, fondando la colonia di Nuova Olanda, e controllarono una lunga striscia della costa più accessibile dall'Europa, controllando comunque l'interno. I coloni olandesi della Compagnia delle Indie Occidentali, tuttavia, si trovavano in un costante stato di assedio, nonostante la presenza, a Recife, del grande Maurizio di Nassau come governatore. Dopo alcuni anni di guerra aperta gli olandesi si ritirarono formalmente nel 1661.
L'influenza culturale ed etnica di questi falliti tentativi francesi e olandesi fu scarsa.

## Regno del Brasile (1808-1822)
Il Brasile è stato uno dei due soli stati del cosiddetto nuovo mondo, insieme con l'Impero messicano, a ospitare un vero e proprio stato monarchico per un periodo di quasi 90 anni. Inoltre, dal 1808 al 1821 Rio de Janeiro fu a capo dell'Impero Portoghese che si estendeva dall'Europa all'Africa fino all'Asia.

Regno Unito di Portogallo, Brasile e Algarve (1816–21)

La bandiera dell'Impero (18 settembre 1822 — 15 novembre 1889)

## Trasferimento della Corte portoghese
Nel 1808 la Corte portoghese, scappando dalle truppe di Napoleone che avevano invaso il Portogallo, trasferì, scortata dall'esercito britannico, una grande flotta e tutta la sua burocrazia in quella che era una sua colonia, il Brasile, stabilendosi a Rio de Janeiro. Da lì il re portoghese governò il suo regno per tredici anni fino a che, a causa dell'instabilità che si era creata in patria, anche per via dell'assenza dei reali, non fu costretto a tornare in Portogallo.
Per i dettagli del trasferimento e della permanenza della Corte a Rio de Janeiro si può consultare il libro 1808 del giornalista brasiliano Laurentino Gomes.

## Elevazione a Regno Unito

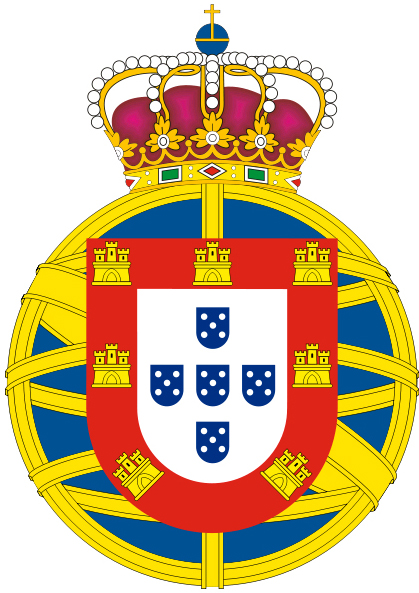
Blasone del Vice Regno del Brasile, del 1815

Nel contesto delle negoziazioni del Congresso di Vienna, il Brasile fu elevato a condizione di regno all'interno dello Stato portoghese, che assunse la denominazione ufficiale di Regno Unito di Portogallo, Brasile e Algarve il 16 dicembre del 1815. Il testo della legge fu pubblicato nella Gazeta do Rio de Janeiro del 10 gennaio 1816, ufficializzando l'atto. Rio de Janeiro, conseguentemente, assumeva lo status di Corte e Capitale, le antiche capitanerie passarono a chiamarsi province (oggi sono gli Stati del Brasile). Nello stesso anno, la regina Maria I morì e Giovanni fu incoronato re con il nome di Giovanni VI. Diede al Brasile come blasone la sfera manuelina con le quinas (i cinque scudi d'armi del Portogallo), che si trovava già nel secolo precedente (1770) nelle monete dell'Africa portoghese.

## Rottura con il Portogallo
Fu durante la condizione di regno che il Brasile affrontò le maggiori tensioni con il Portogallo, che finirono per dissolvere il Regno Unito.
Dopo il ritorno di Giovanni VI in Portogallo, il 26 aprile 1821, ebbe inizio un'intensa pressione politica da parte della Corte di Lisbona per ridurre i privilegi del Brasile.
Tra le cause principali, c'era quella del controllo commerciale, il cui Patto Coloniale fu rotto dal Decreto di Apertura dei Porti alle Nazioni Amiche, e il sempre più esiguo dominio politico sull'ex-colonia, principalmente perché lì si trovava la famiglia reale.
A sua volta il Portogallo si trovava devastato dalle Guerre napoleoniche e dall'invasione del commercio inglese, che penalizzava la sua bilancia commerciale e generava un alto deficit.
Nel 1821, il Brasile elesse i suoi rappresentanti: 97 fra deputati e supplenti per la Costituente di Lisbona. Nell'agosto del 1821, la Costituente presentò tre progetti per il Brasile che irritarono i rappresentanti brasiliani per via delle misure di ricolonizzazione che non volevano accettare. Dopo Maciel Parente, monsignor Francisco Moniz Tavares, deputato pernambucano, fu il primo brasiliano a opporsi nel dibattito ufficiale ai deputati portoghesi Borges Carneiro, Ferreira Borges e Moura, contro l'invio di nuove truppe nel Pernambuco e la svantaggiosa presenza di una numerosa guarnigione militare portoghese nella provincia.

La separazione informale del Brasile si realizzò il 9 gennaio 1822, quando Pietro I dichiarò che intendeva rimanere in Brasile ("Dia do Fico"), con le seguenti parole: 
.
Seguì la dichiarazione di indipendenza il 7 settembre 1822, con l'episodio del "grito do Ipiranga", che fu romanticizzato dalla storiografia brasiliana.

## Il regno dopo il 1822
Ufficialmente, lo status del Brasile come Regno Unito di Portogallo, Brasile e Algarve si concluse dopo la ratifica da entrambe le parti del trattato di Rio de Janeiro, del 29 agosto 1825, siglato alla fine della Guerra d'Indipendenza del Brasile.
Secondo il trattato, Giovanni VI assunse la qualità e dignità di Imperatore titolare del Brasile de jure, abdicando simultaneamente da questa corona in favore di suo figlio Pietro, giuridicamente allora principe reale di Portogallo, Brasile e Algarve, e già imperatore del Brasile de facto. Si manteneva quindi aperta la possibilità giuridica della riunificazione delle due corone, imperiale e reale, nella persona di Pietro, quando fosse morto suo padre.
Essendo il documento riconosciuto dalle due nazioni, tale fatto giuridico fu reso ufficiale da entrambe.
Il trattato ufficializzò quindi la peculiare situazione del Brasile che aveva, simultaneamente, un imperatore e un re dal 1822 al 1826, e due imperatori dal 1825 al 1827 (sebbene fossero solo un de facto in entrambi i casi).

## L'Impero del Brasile (1822-1889)
Quando il re Giovanni VI tornò in Portogallo lasciò come reggente il figlio, Pietro I del Brasile che, un anno dopo (il 7 settembre 1822), istituì una monarchia costituzionale e dichiarò la secessione del Brasile.
Nel 1831 lasciò il regno al figlio di cinque anni, Pietro II che, dopo 9 anni di reggenza fu acclamato imperatore nel 1840, all'età di 14 anni. Il suo regnò durò fino al 1889, quando fu rovesciato da un colpo di Stato che istituì la repubblica. Alla fine del suo regno, nel 1888, dichiarò l'abolizione della schiavitù.

### Primo Impero (1822-1831)

O Grito do Ipiranga, di Pedro Américo (olio su tela - 1888)

Dopo la dichiarazione di indipendenza, il Brasile fu governato da Pietro I fino all'anno 1831, quando abdicò in favore di suo figlio, Pietro II, che aveva 5 anni. Questo periodo si conosce in Brasile come Primo Impero (Primeiro Reinado).
Dopo l'indipendenza e al termine delle lotte nelle province contro la resistenza portoghese, fu necessario cominciare i lavori dell'Assemblea Costituente. Questa era stata convocata sin dal 1822; fu formata, nel frattempo, solo nel mese di maggio del 1823.
Fu chiaro che l'Assemblea avrebbe votato una costituzione che avrebbe limitato i poteri imperiali (nonostante un'idea centralizzatrice propagandata da José Bonifácio e suo fratello Antônio Carlos de Andrada e Silva).
Però, prima che fosse approvata, le truppe dell'esercito accerchiarono l'assemblea e, per ordine dell'Imperatore, fu sciolta, dovendo la Costituzione essere elaborata da giuristi di sua fiducia.

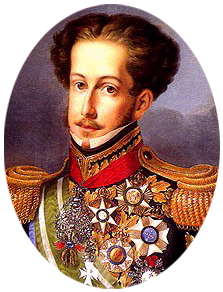
Pietro I

Fu quindi concessa la costituzione del 1824, che prevedeva l'istituzione del Potere moderatore. Attraverso tale potere, l'imperatore poteva sorvegliare gli altri tre poteri.
Sorsero diverse critiche all'autoritarismo imperiale e una rivolta importante scoppiò nel Nord-est: la Confederazione dell'Equatore. Fu debellata, ma Pietro I fu molto provato dall'episodio.
Apparvero anche i primi focolai dello scontento nel Rio Grande do Sul, come la guerra dei Farrapos (drappi) alla quale partecipò anche Giuseppe Garibaldi.
Nel 1831 l'imperatore decise di visitare le province, in un ultimo tentativo di ristabilire la pace interna. Il viaggio cominciò da Minas Gerais; ma l'imperatore vi incontrò un'accoglienza fredda. Un importante giornalista dell'opposizione, Líbero Badaró, fu assassinato.
Direttosi a Rio de Janeiro, Pedro avrebbe dovuto essere omaggiato dai portoghesi, che gli stavano preparando una festa di sostegno.
Ma i brasiliani, discordando dalla festa, entrarono in conflitto con i portoghesi, nell'episodio conosciuto come Notte delle Bottigliate.
Dom Pedro tentò più di una soluzione: nominò un gabinetto di ministri con appoggio popolare, ma dopo alcuni dissensi, li sostituì con altri abbastanza impopolari.
Di fronte a una manifestazione popolare che ricevette l'appoggio dell'esercito, non aveva molta scelta, e creò il quinto potere.
Ma, sfortunatamente, non diede risultati e all'imperatore non restò altra opzione che la rinuncia, il 7 aprile 1831.

### Periodo di Reggenza (1831-1840)
L'imperatore Pietro I abdicò il 7 aprile 1831, dopo un lungo conflitto con i liberali. Prima di lasciare il Brasile, l'imperatore Pietro I prescelse tre persone per la carica di reggente per affiancare il figlio che si trovava ancora in minore età. Il primo di questi fu José Bonifácio de Andrada e Silva, influente capo politico durante l'indipendenza del Brasile che aveva portato alla formazione dell'Impero stesso. La seconda fu Mariana de Verna, che aveva già occupato la posizione di aia (governante) di Pietro II dalla sua nascita.
La terza persona fu Rafael, un veterano afro-brasiliano della guerra tra Argentina e Brasile.
Le dispute tra le diverse fazioni politiche portarono allo scoppio di diverse ribellioni, di cui la decisione di anticipare la proclamazione di maggiore età del principe, prevista nel 1843.

### Secondo Impero (1840-1889)
Il 23 luglio 1840, l'Assembléia General (l'Assemblea nazionale) dichiarò formalmente Pietro II del Brasile che aveva raggiunto la maggiore età, quale nuovo sovrano.
Nel 1850 il Brasile arginò la minaccia rappresentata dalla Confederazione Argentina, siglando un'alleanza tra Brasile, Uruguay e gli argentini insoddisfatti del governo dittatoriale di Rosas. Questo portò alla cosiddetta "Guerra del platino" con la vittoria brasiliana e la successiva caduta del dittatore argentino nel febbraio del 1852.
L'esercito brasiliano invase l'Uruguay nel dicembre del 1864 dando inizio alla breve "guerra uruguaiana" che terminò il 20 febbraio 1865.

#### Liberazione degli schiavi
I primi movimenti contro la schiavitù ebbero origine tra i missionari gesuiti, che combatterono la resa in schiavitù degli indigeni ma tolleravano quella degli africani. La fine graduale del traffico negriero fu deciso nel Congresso di Vienna, nel 1815. Dal 1810, l'Inghilterra fece una serie di richieste al Portogallo e passò a reprimere violentemente il traffico a partire dal 1845, con la Legge Aberdeen.
Nel 1871, il Parlamento Brasiliano approvò e la Principessa Isabella, in quel momento reggente, firmò la Legge 2.040, conosciuta come Lei Rio Branco o Lei do Ventre Livre, determinando che tutti i figli di schiavi nati da allora in poi, sarebbero stati liberi a partire dai 21 anni.
Il 29 settembre 1885 si promulgò un'altra legge. Isabella nel 1888, durante un viaggiò all'estero del padre, firmò la Lei Áurea che sancì la definitiva abolizione della schiavitù.

## La Repubblica (1889-oggi)

### Periodizzazione delle "Sei Repubbliche"
Per comodità espositiva, la storia recente del Brasile può essere riepilogata in "sei repubbliche".
1. Prima Repubblica (República Velha) (1889-1930)
2. Era Vargas (prima fase, è detta Segunda República) (1930-1937)
3. Estado Novo (Terza Repubblica, coincide con la seconda fase Era Vargas) (Terceira República) (1937-1945)
4. Quarta Repubblica (Período Populista, República Nova e República de 46) (1946-1964)
5. Dittatura militare brasiliana (Ditadura militar brasileira, Quinta República) (1964-1985)
6. Sesta Repubblica (Nova República) (1985-oggi)

### La Vecchia Repubblica (1889-1930)

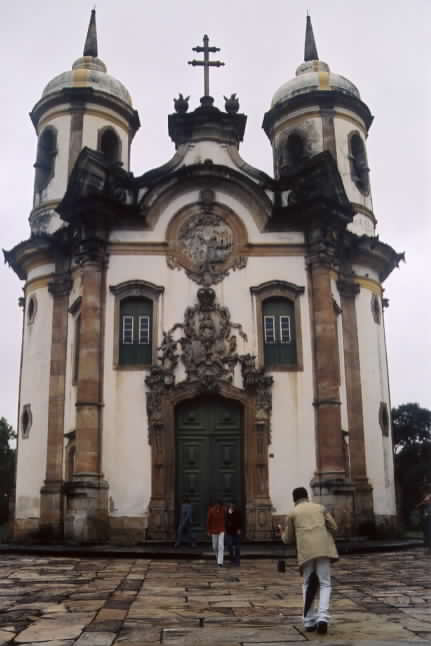
Aleijadinho: Cappella del Terz'Ordine Francescano, Ouro Preto (Minas Gerais)

Temporanea Bandiera Repubblicana del Brasile (15–19 novembre 1889)

Pietro II, che dovette partire in esilio in Europa, fu deposto il 15 novembre 1889 da un colpo di Stato militare repubblicano guidato dal maresciallo Deodoro da Fonseca che divenne il primo presidente del Brasile.
Il nome del paese divenne quello di Repubblica degli Stati Uniti del Brasile, nome che nel 1967 fu cambiato in Repubblica Federale del Brasile. Dal 1889 al 1939 la forma di governo fu (apparentemente) quella di una democrazia costituzionale, con la presidenza alternantesi tra i due stati più potenti, San Paolo e Minas Gerais.
Dal momento che San Paolo era una zona di grandi produttori di caffè e Minas Gerais era votata alla produzione di latte, la situazione politica del periodo fu conosciuta come la politica del caffellatte.
Verso la fine del XIX secolo il caffè cominciò a sostituire lo zucchero come principale esportazione del paese. Il commercio di questa risorsa portò la nazione a una grande crescita economica, attraendo una forte immigrazione europea, proveniente principalmente dal Nord Italia e dalla Germania. L'afflusso di manodopera portò il paese a sviluppare un'economia di tipo industriale e a espandersi lontano dalla costa.
Questo periodo, conosciuto come "Vecchia Repubblica" finì nel 1930 quando un altro colpo di Stato impose Getúlio Vargas, un civile, come presidente.

### L'era di Vargas (1930-1945)

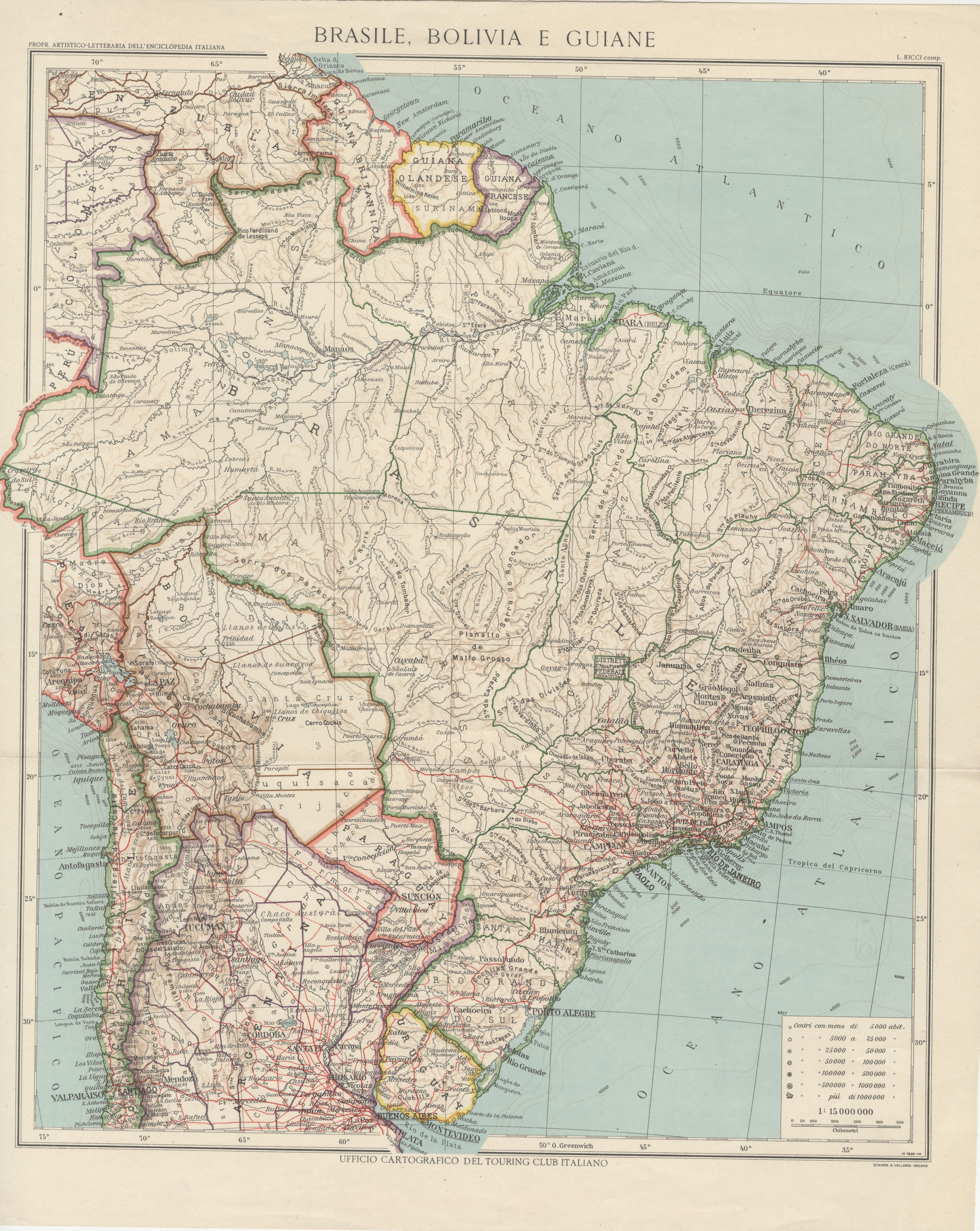
Il Brasile del 1930 in una carta realizzata dal Touring Club Italiano per l'Istituto dell'Enciclopedia Italiana.

Nel 1930, la Giunta di Governo fu sostituita da Getúlio Dorneles Vargas, come Presidente del Governo Provvisorio. Fu eletto presidente dall'Assemblea Costituente.
Immediatamente dopo aver preso il potere in novembre del 1930, Getúlio Vargas nominò dei delegati federali per governare gli stati. Per San Paolo fu nominato il tenentista João Alberto, fatto che fece scalpore nell'élite politica paulista, desiderosa di recuperare il potere perso. All'inizio del 1932, crebbero le proteste di tale élite, guidata dalla Frente Única Paulista (FUP).
I paulisti, che mantennero uno ruolo di dominio politico durante la prima repubblica, tentarono di organizzare un golpe nel 1932 per deporre Vargas. La giustificazione trovata dall'oligarchia locale per cercare l'appoggio del popolo fu che il paese aveva bisogno di una Costituzione, poiché dal 1930 Vargas diceva che "assumeva provvisoriamente" la presidenza e che prima possibile avrebbe consegnato una nuova costituzione al paese e conseguentemente si sarebbero realizzate elezioni presidenziali.
Da qui il nome di Rivoluzione Costituzionalista del 1932, scoppiata il 9 luglio. I paulisti furono appoggiati dallo stato del Mato Grosso. Ma le truppe federali, garantirono una rapida vittoria a Vargas.
Nel 1934, nel frattempo, il paese acquisisce una Costituzione. Getúlio Vargas viene eletto presidente, governando nei successivi tre anni come governante costituzionale.
Seguono anni turbolenti, nei quali la politica nazionale si polarizza. Da un lato acquista forza la Sinistra, rappresentata principalmente dalla Aliança Nacional Libertadora (ANL) e dal Partido Comunista do Brasil (PCB); dall'altro la Destra che prende forma in un movimento di ispirazione fascista chiamato Integralismo.
Un tentativo rivoluzionario di sinistra fu fatto nel 1935, da parte di un settore delle forze armate e di alcuni individui legati all'URSS. Il movimento fallì, e fu chiamato ironicamente Intentona Comunista. Uno dei principali leader di questo movimento fu l'ex-tenente dell'esercito Luís Carlos Prestes, che fu tenuto in isolamento per 10 anni.
Sua moglie, la comunista ed ebrea Olga Benário, ebbe un destino peggiore: gli agenti di Vargas la inviarono alla polizia politica della Germania nazista. Olga finì i suoi giorni in un campo di concentramento, a conclusione di uno degli episodi più vessatori della politica estera brasiliana.
Lo scrittore Graciliano Ramos fu detenuto anch'egli dopo la Intentona Comunista, per presunte attività sovversive. Un ritratto dei suoi giorni in carcere e della situazione politica instabile del paese fu registrato nel suo libro Memórias do Cárcere.
Grazie al clima di panico provocato dalla polarizzazione politica (gli integralisti tentarono un putsch qualche tempo dopo), Vargas crea una situazione che gli permette di tentare un golpe un anno prima delle nuove elezioni presidenziali.
Il 10 novembre del 1937, Vargas annuncia lo Stato Nuovo (Estado Novo), forma di governo nazionalista simile alle dittature fasciste europee.
La giustificazione primaria del golpe è l'esistenza di un piano comunista per prendere il potere, "appoggiato da Mosca": il cosiddetto Plano Cohen. Posteriormente si scoprì che tale piano fu una costruzione degli agenti di Vargas.
L'appoggio della classe agiata garantì il successo del golpe, poiché da qualche tempo era crescente il timore che l'emancipazione comunista potesse arrivare in Brasile.
Vargas riuscì a prolungare i suoi anni di presidenza fino al 1945. È emblematico notare che una delle figure più conosciute del suo governo fu il capo di polizia Filinto Müller. La censura oppresse l'espressione artistica e scientifica: nel 1939 fu creato il DIP, Departamento de Imprensa e Propaganda. Oltre alla censura, il DIP era attivo nella propaganda pro-Vargas, facendo in modo che l'immagine del presidente fosse esaltata al massimo.
Per queste caratteristiche, iniziatasi la seconda guerra mondiale, non si sapeva se Getúlio Vargas avrebbe appoggiato l'Asse (con cui sembrava che avesse maggiori affinità) o gli Alleati.
La decisione fu economica: con la promessa degli USA di aiutare nella costruzione di una impresa siderurgica - la CSN - e dopo attacchi sottomarini a navi della marina brasiliana, attribuiti alla flotta tedesca, il Brasile entrò in guerra nel 1942 dalla parte degli Alleati, inviando la Força Expedicionária Brasileira (FEB) in Europa, fornendo caucciù agli alleati e permettendo che il Nordest brasiliano servisse da base alle imbarcazioni degli Stati Uniti.
Alla fine della guerra, Vargas non poté più restare al potere. Il fascismo era stato sconfitto, e i brasiliani se ne erano resi conto. Getúlio Vargas fu costretto a dimettersi il 29 ottobre del 1945 dalle forze armate. Tornò al suo stato natale, il Rio Grande do Sul, e fu eletto senatore.

#### Seconda guerra mondiale
All'inizio della seconda guerra mondiale Vargas, in virtù del proprio regime populista e conservatore, tenne un atteggiamento ambiguo, non prendendo decisamente partito né per gli Alleati, né per l'Asse.
Tuttavia, per effetto delle pressioni esercitate sul Brasile dagli Stati Uniti, desiderosi di allargare il fronte alleato e ostacolare le attività sottomarine e corsare tedesche effettuate nell'Atlantico meridionale, che affliggevano gravemente i traffici alleati, il presidente Vargas fu spinto a rompere le relazioni diplomatiche con i Paesi dell'Asse nel gennaio del 1942.
Come conseguenza una ventina di navi mercantili brasiliane furono in breve tempo attaccate o affondate dagli U-Boot tedeschi. Tali attacchi provocarono profonda emozione nel Paese e il montare di un forte movimento di opinione pubblica a favore dell'entrata in guerra del Brasile a fianco degli Alleati.
La dichiarazione di guerra contro Italia e Germania fu decisa nell'agosto 1942, ma rappresentò poco più che un atto formale, senza alcuna immediata rilevanza militare.
Solo dopo lunghe trattative si giunse all'addestramento e all'equipaggiamento - con il fondamentale aiuto statunitense - della FEB, Força Expedicionária Brasileira (Forza di Spedizione Brasiliana), che giunse in Italia non prima del 1944, andando a operare nelle retrovie durante lo sfondamento della linea Gustav a Montecassino, senza tuttavia essere coinvolta in alcun combattimento importante.
Il clima politico creato dall'entrata in guerra a fianco degli Alleati e, prima ancora, la propaganda - sostenuta attivamente da Washington e da Londra - volta a diffondere idee democratiche e antifasciste al fine di far pendere la bilancia dell'opinione pubblica a favore di un intervento contro il nazifascismo, furono fatali al regime autoritario e populista di Vargas, che divenne impopolare.
La contraddizione tra il combattere in Europa per il trionfo delle democrazie liberali e il mantenimento all'interno del regime sostanzialmente dittatoriale esplose alla fine della guerra e il 29 ottobre 1945 Vargas venne deposto per iniziativa di un gruppo di generali.
Nelle elezioni successive venne eletto presidente il generale Eurico Gaspar Dutra, candidato del partito social-democratico. Nel 1946 fu adottata una nuova costituzione democratica e federalista.

### República Nova (1945-1964)

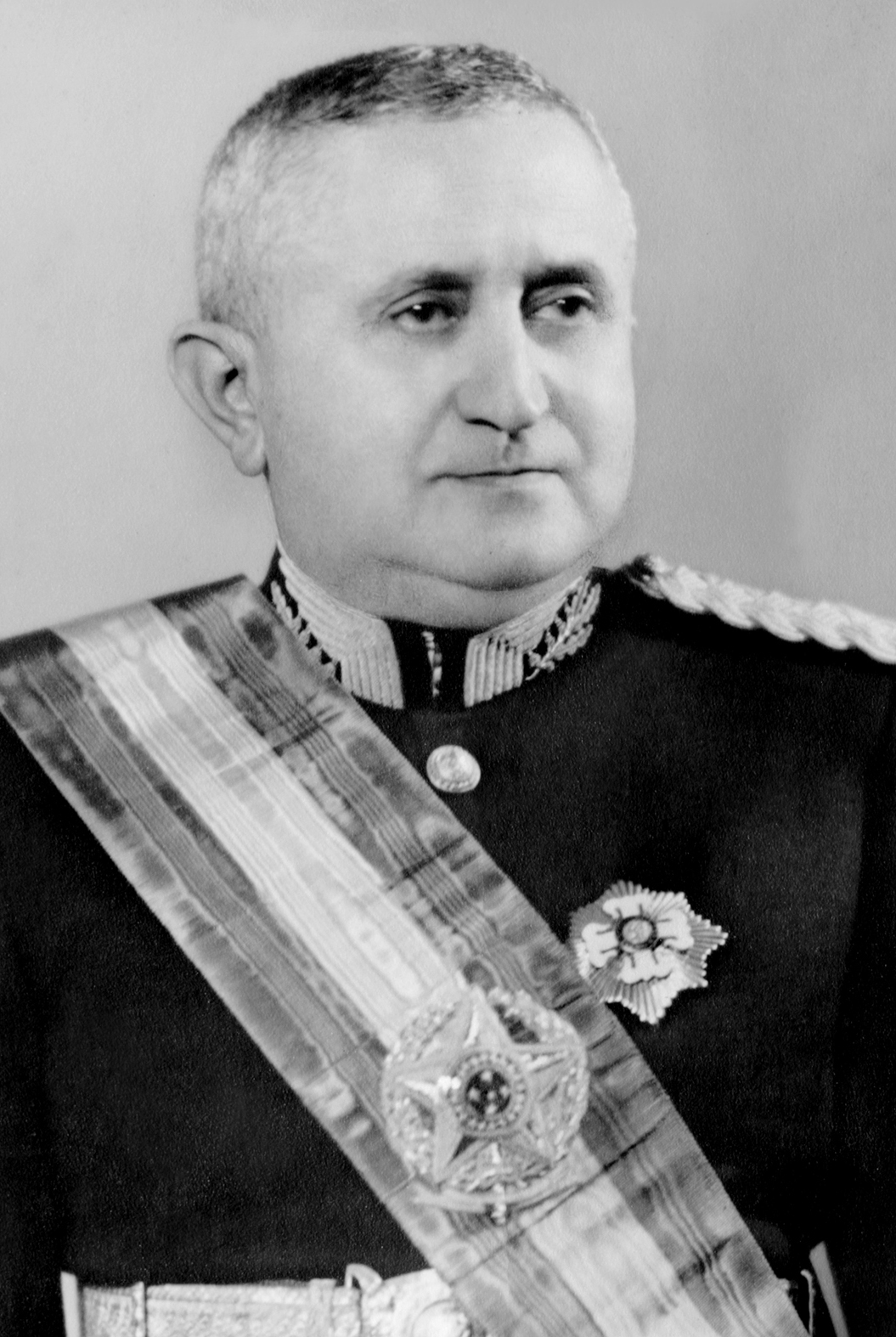
Presidente Dutra

Il periodo conosciuto come la República Nova o Repubblica del 46 ha inizio con la rinuncia forzata di Vargas, in ottobre del 1945. Il generale Eurico Gaspar Dutra fu il presidente eletto l'anno seguente. Nel 1946 fu promulgata la nuova costituzione, più democratica della precedente.
Nel 1950, Getúlio Vargas fu di nuovo eletto presidente, questa volta a suffragio diretto.
Nel suo secondo mandato fu creata la Petrobras, frutto di tendenze nazionaliste che ricevevano il supporto degli operai, degli intellettuali e del movimento studentesco.
Però i tempi erano cambiati e Vargas non riuscì a condurre il suo governo nel migliore dei modi. Sotto pressione per una serie di eventi, nel 1954 Getúlio Vargas si suicidò nel Palácio do Catete.
Assunse l'incarico il vicepresidente, João Fernandes Campos Café Filho.

Juscelino Kubitschek (JK), o presidente Bossa Nova

Nel 1955 Juscelino Kubitschek fu eletto presidente e assunse l'incarico nel gennaio del 1956, nonostante alcuni tentativi di golpe.
Il suo governo si caratterizzò per il cosiddetto desenvolvimentismo, dottrina che si basava sul progresso tecnico-industriale come supposta evidenza di un progresso generale del paese.
Lo slogan del desenvolvimentismo sotto Juscelino fu 50 anni in 5.
Nel 1960, Kubitschek inaugurò Brasilia, la nuova capitale del Brasile.
Già nel 1961 Jânio Quadros (eletto nel 1960) assunse la presidenza, ma rinunciò in agosto dello stesso anno. Jânio, un ex professore paulista che cercava la moralizzazione del governo ed era membro della União Democrática Nacional (UDN), fece un governo contraddittorio: accanto a misure conservatrici (come la proibizione del bikini in spiaggia), il presidente decorò il rivoluzionario argentino Ernesto Che Guevara, con gran sorpresa dell'UDN. Con la decorazione, Jânio tentava un avvicinamento al blocco socialista per fini strettamente economici, ma così non fu interpretato all'epoca in Brasile, che fu messo in preda al panico per l’imminenza del comunismo.

Jânio Quadros

Si pensa attualmente che Jânio Quadros tentò di promuovere un auto-golpe, ovvero, rinunciare alla presidenza per tornare con pieni poteri, scommettendo sul fatto che il Congresso non avrebbe accettato le dimissioni a causa del suo vice, legato alla sinistra laburista. Ma, se ciò fosse vero, avrebbe sbagliato, in quanto il congresso accettò le dimissioni.
Il vicepresidente João Goulart, conosciuto come Jango, assunse l'incarico dopo una rapida crisi politica: i militari non volevano accettarlo alla presidenza, a causa del pericolo comunista.
Oltre a essere ex-ministro laburista, Goulart si trovava in Cina quando si dimise Jânio Quadros (che, secondo la teoria dell'auto-golpe, tentò di approfittare del viaggio del suo vice). Una soluzione intermedia fu accettata e si instaurò il parlamentarismo in Brasile. Nel 1963, nel frattempo, João Goulart recuperò il comando di governo con un plebiscito che approvò il ritorno al presidenzialismo. Governò fino al 1964, con costanti problemi creati dall'opposizione militare, in parte a causa del suo nazionalismo.

João Goulart

### Regime militare (1964-1985)
Il governo di João Goulart fu segnato da un'alta inflazione, stagnazione economica, di una temibile opposizione delle forze armate forte dell'organizzazione e delle sovvenzioni dell'Operazione Condor, il piano concordato negli anni settanta tra le dittature latinoamericane e gli Stati Uniti d'America per reprimere le riforme progressiste del continente.
Il 31 marzo del 1964 le Forze Armate realizzano un golpe, destituendo João Goulart. I leader del golpe, tra cui i governatori degli stati di Rio de Janeiro, Carlos Lacerda, di Minas Gerais, Magalhães Pinto e di San Paolo, Adhemar de Barros, scelsero come presidente il generale Humberto de Alencar Castelo Branco, seguito dal generale Artur da Costa e Silva (1967-1969), il generale Emílio Garrastazu Médici (1968-74), il generale Ernesto Geisel (1974-79) e il generale João Baptista de Oliveira Figueiredo (1979-84).
Tra le caratteristiche che assunsero i governi seguenti al golpe militare, chiamato anche contro-rivoluzione, risaltano l'eliminazione di molti diritti costituzionali, la soppressione fisica delle persone e delle istituzioni legate al presunto tentativo di golpe comunista, e una forte censura alla stampa, dopo la pubblicazione dell'AI-5.

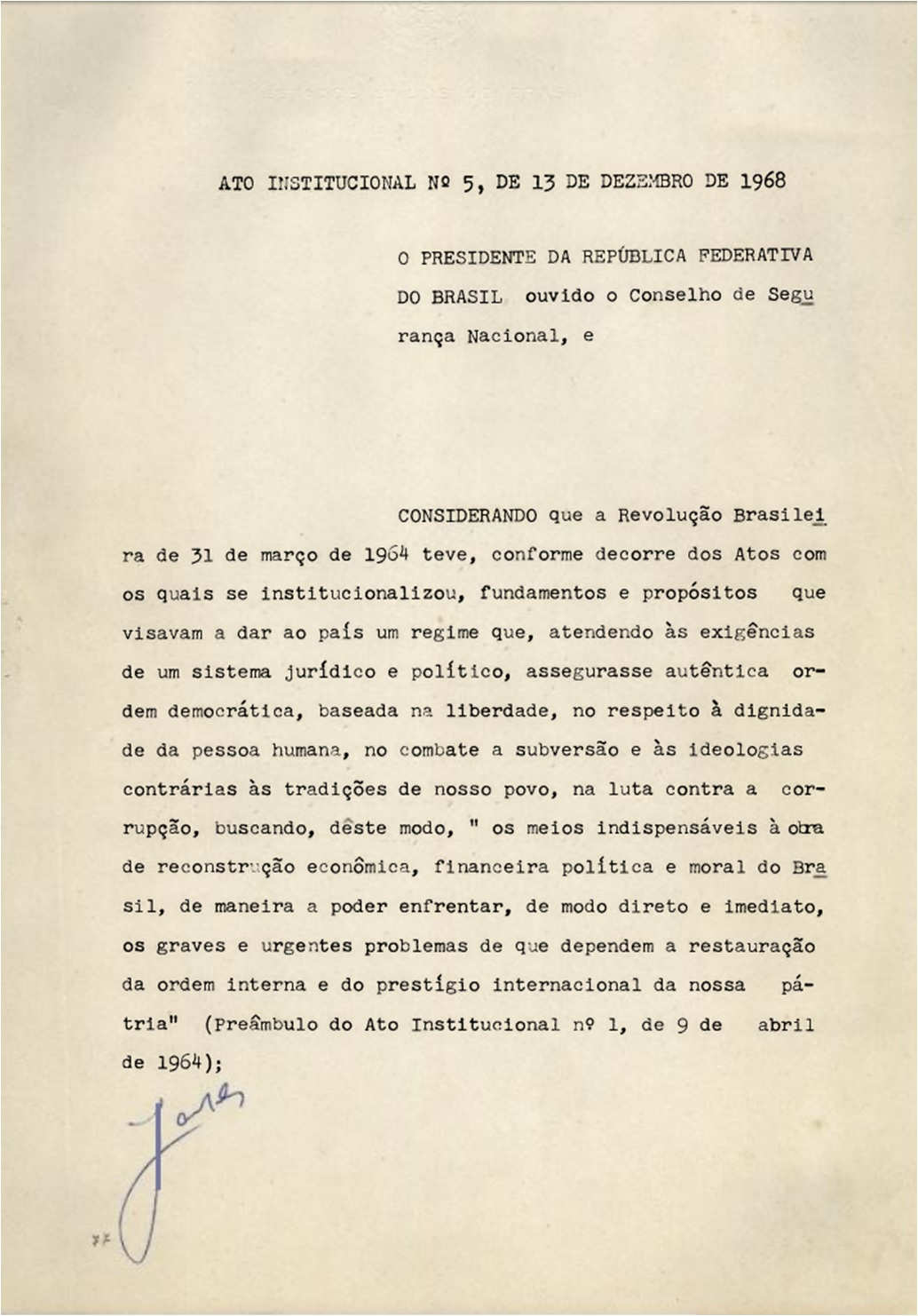
Ato Institucional nº 5

Nel 1965, tutti i partiti politici allora esistenti furono sciolti ed ebbe inizio l'intensificazione della repressione politica dei comunisti.
Soltanto due partiti furono ammessi, l'Aliança Renovadora Nacional (ARENA), e il Movimento Democrático Brasileiro (MDB), che servirono da rifugio per tutta la sinistra e l'estrema sinistra politica.
In piccoli municipi, però, la divisione tra i due partiti non era ideologica, ma era basata sulle divisioni delle oligarchie locali.
Nel 1967, fu emanata dal Congresso la sesta Costituzione brasiliana, istituzionalizzando il golpe/Rivoluzione/Contro-rivoluzione, e stabilendo elezioni indirette per il Presidente, realizzate da un Collegio elettorale eletto direttamente.
Nello stesso anno, di fronte alla crescita dei movimenti di protesta, il generale Arthur da Costa e Silva assunse la presidenza.
Nel dicembre del 1968, sciolse il Congresso e decretò l'Ato Institucional nº 5, o AI-5, che gli diede diritto di chiudere il Parlamento, negare i diritti politici e sopprimere il diritto di habeas corpus.
In questo periodo si intensificò la guerriglia brasiliana, composta principalmente da due movimenti l'Acao Libertadora Nacional Brasileira, il Movimento 8 Ottobre, il Movimento Popolare di liberazione e la Vanguardia Armada Revolucionaria Palmares più varie fazioni minori, le quali operavano nelle città e nelle campagne cercando di rovesciare il regime militare.
Praticamente, tutto ebbe inizio con l'attentato nell'Aeroporto Internacional dos Guararapes, a Recife, nel 1966, con diversi morti e feriti, e in diversi altri punti del paese, principalmente San Paolo e Rio de Janeiro. È con la motivazione di questa congiuntura di sommosse da parte dei rivoltosi comunisti che la censura ebbe il suo definitivo consolidamento.

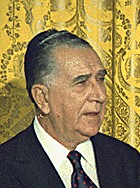
Presidente generale Emílio Médici

Dal 31 agosto al 30 ottobre 1969, periodo tra l'improvvisa malattia del Presidente Artur da Costa e Silva e l'elezione di Emílio Garrastazu Médici come suo successore, la presidenza fu vacante. Costa e Silva fu colpito da una trombosi e rimase invalido; una giunta formata dai comandanti delle forze armate prese il potere (periodo della Giunta militare brasiliana).
A ottobre, il generale Médici fu eletto presidente nel Congresso, e governò durante il periodo più sanguinario della dittatura militare, con una forte repressione dei guerriglieri marxisti e di tutti gli oppositori, con sospetti e collaboratori arrestati, torturati, esiliati o uccisi negli scontri con la polizia.
In questa epoca ebbe inizio il movimento guerrigliero Araguaia e la realizzazione dei sequestri degli ambasciatori stranieri da parte di gruppi di sinistra.
Questi sequestri erano usati, soprattutto, come una forma di pressione sul governo militare per liberare prigionieri politici.
Dopo la ridemocratizzazione del paese, si contarono poco più di trecento morti in entrambe le fazioni.

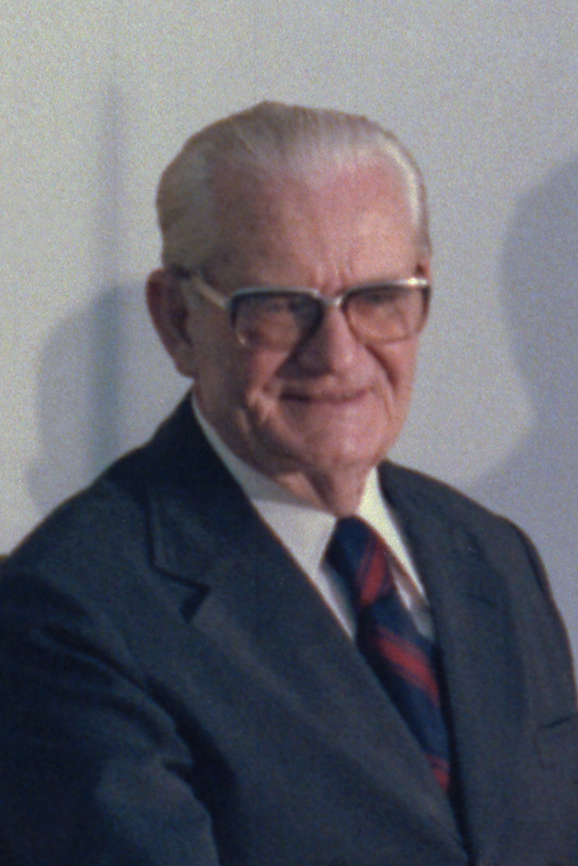
Presidente generale Geisel

Nel 1974, il generale Ernesto Geisel diventò presidente, dovendo affrontare grandi problemi economici, causati dal debito estero generato dalla dittatura, appesantito dal governo Médici che aveva ridotto nuovamente l'economia brasiliana a stato di paese coloniale, produttore di materie prime vendute a prezzi stabiliti da altre potenze economiche e militari. In questi anni la crisi economica fu infine aggravata dalla crisi internazionale del petrolio, e un alto tasso di inflazione.
Geisel diede inizio a una certa apertura democratica che fu continuata dal successore, il generale Figueiredo (1979-85). Figueiredo non solo permise il ritorno dei politici esiliati o banditi dalle attività politiche durante gli anni sessanta e settanta, abolì la censura, amnistiò i prigionieri politici e reintrodusse il multipartitismo, con l'eccezione del partito comunista e autorizzò anche che partecipassero alle elezioni municipali e statali nel 1982.
Durante la dittatura furono uccise o scomparvero nel nulla ufficialmente in maniera extragiudiziale tra le 434 e le 475 persone (secondo alcuni invece circa 500), un numero molto inferiore rispetto ad altre dittature sudamericane (40 000 in Argentina, 3 508 in Cile, Paraguay, ecc.), a parte l'Uruguay, anche se alcune organizzazioni per i diritti umani non accettano le conclusioni della commissione governativa e affermano che le vittime furono molte di più, comprese molte tribù di indigeni amazzonici scomparse.
Moltissime persone furono imprigionate e torturate (circa 20 000) dai militari o dalla polizia, tra essi la futura presidente Dilma Rousseff, all'epoca guerrigliera di un gruppo marxista. Molti furono sepolti in fosse comuni o fatti scomparire in voli della morte come negli altri regimi del Sudamerica.
La maggioranza dei responsabili, come in Cile e Argentina (dove però tali procedimenti furono annullati), fu perlopiù amnistiata con un provvedimento del 1979 che graziò anche gli ex guerriglieri incarcerati. La maggioranza dei poliziotti comuni e dei militari rimase al suo posto dopo il 1985, prolungando di decenni l'eredità dell'autoritarismo della dittatura.

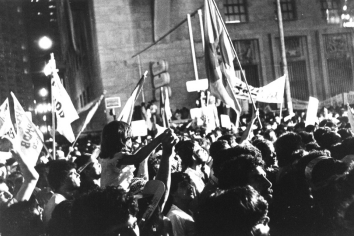
Manifestazione per le elezioni dirette, nel 1984

Il regime finisce con le elezioni indirette per il presidente nel 1984, con Paulo Maluf concorrendo per il PDS e Tancredo Neves per il PMDB appoggiato dal Frente Liberal, parte dissidente del PDS guidata da José Sarney e Marco Maciel.
Le elezioni, le ultime indirette della storia brasiliana, furono precedute da un'enorme campagna popolare in favore delle elezioni dirette, condotta da partiti di opposizione, il frente o il PMDB, che cercava l'approvazione da parte del Congresso dell'emendamento costituzionale che proponeva la realizzazione di elezioni dirette.
La campagna fu chiamata "Diretas já", e aveva a capo il deputato Dante de Oliveira, creatore della proposta di emendamento.
Il 25 aprile del 1984, l'emendamento fu votato e ottenne 298 voti a favore, 65 contrari, 3 astensioni e 112 deputati non si presentarono alla votazione.
Così l'emendamento fu però rigettato, non avendo raggiunto il numero minimo di voti per l'approvazione di un emendamento costituzionale.

### Ritorno alla democrazia (1985)
L'inizio del ritorno alla democrazia è considerato il 1985, quando, in competizione con il candidato situazionista Paulo Maluf, l'oppositore Tancredo Neves vinse le elezioni indirette al Collegio elettorale, succedendo all'ultimo presidente militare, João Figueiredo.
Tancredo Neves però non arrivò ad assumere l'incarico, essendo stato operato il 14 marzo 1985 e avendo contratto una infezione ospedaliera.
Così nel giorno della presa dei poteri, il 15 marzo del 1985, assunse la carica José Sarney in maniera interinale, e successivamente, il 21 aprile, data della morte di Neves, come presidente a pieno titolo.
Sotto il suo governo, venne promulgata la Costituzione del 1988, che istituì in Brasile uno Stato democratico di diritto e una repubblica presidenziale.

### Periodo neo-liberista
Nel 1986, Sarney e la sua équipe economica comandata da Dílson Funaro, ministro del Tesoro, lanciano il "Plano Cruzado", congiunto di misure per contenere l'inflazione, tra le quali il congelamento dei prezzi e la creazione di una nuova moneta, il cruzado (Cz$), che valeva 1000 cruzeiros (Cr$) (moneta dell'epoca). Sarney fece un appello alla popolazione affinché appoggiasse il piano, incluso denunciando le violazioni al congelamento dei prezzi.
Il PMDB vince le elezioni statali del 1986 nella maggioranza degli stati, però dopo le elezioni, il 21 novembre 1986, il governo decreta il "Plano Cruzado II", con il quale i prezzi furono liberalizzati.
Lo scontento popolare che si generò contro il governo, fece vedere il Plano Cruzado come una semplice strategia politica per vincere le elezioni.
L'inflazione tornò a crescere, la crisi esplode e il 20 gennaio 1987 il governo decreta la moratoria, smettendo di pagare il debito estero.
Il 29 aprile del 1987, il governo sostituì Funaro con Luis Carlos Bresser Pereira, che con l'alta inflazione, lanciò il "Piano Bresser", con un nuovo congelamento dei prezzi e terminando la moratoria.
L'inflazione tornò a salire il 6 gennaio 1988, Bresser fu sostituito da Maílson da Nóbrega. Il 15 gennaio 1989 Maílson lanciò il "piano Estate", con l'introduzione di una nuova moneta, il cruzado novo (Ncz$) che valeva allora 1000 cruzados.
Fernando Collor fu eletto nel 1989, nella prima elezione diretta del Presidente della Repubblica dal 1964.
Il suo governo durò fino al 1992, quando rinunciò a causa del processo di impeachment mosso contro di lui in seguito a una serie di denunce che lo coinvolgevano in casi di corruzione, che sarebbero stati orchestrati da un ex-tesoriere della campagna elettorale, Paulo César Farias.
La caduta di Collor fu il risultato di una immensa rivoluzione democratica, con protagonisti la gioventù e il movimento studentesco, nel movimento conosciuto come "Fuori Collor". Il vicepresidente, Itamar Franco, prese il suo posto.
Nel 1991 il Brasile fu tra i firmatari del Trattato di Asunción, con il quale si istituiva il Mercosur. Nel 1994 sottoscrisse inoltre il Protocollo di Ouro Preto, con il quale si definivano la natura giuridica, la struttura organizzativa e le funzioni del Mercosur.
Sotto il governo di Itamar Franco fu creato il Plano Real, articolato dal suo ministro del Tesoro, Fernando Henrique Cardoso. Il governo Itamar contò con una presenza di vari senatori come ministri. Gli storici arrivano a classificare questo fenomeno come una specie di "parlamentarismo bianco". Fernando Henrique articolò la base partitica di appoggio per la sua elezione.
Sebbene tenesse tutto l'appoggio dell'allora presidente Itamar, una rottura tra i due avvenne durante il primo mandato di Fernando Henrique.
Nel 1993 si tenne un referendum costituzionale per la scelta tra la repubblica e un ritorno alla monarchia e tra il presidenzialismo e il parlamentarismo: i favorevoli alla casa di Braganza ottennero solo il 13,4% dei voti.
Fernando Henrique Cardoso fu eletto presidente nel 1994 e rieletto nel 1998. Compiuti i due mandati trasmise, democraticamente, la carica presidenziale al suo successore il primo gennaio 2003.
L'ex-presidente Itamar Franco fu eletto, per il PMDB, governatore dello stato di Minas Gerais, nelle elezioni del 1998 e non si candidò per la rielezione, sebbene il candidato da lui appoggiato, il deputato Aécio Neves, fosse stato eletto al primo turno.
Il presidente Fernando Henrique tentò di mantenere la sua base di partiti alleati per le elezioni presidenziali del 2002, cosa che non fu possibile. L'alleanza PSDB-PMDB-PFL-PTB perse gli ultimi due partiti. Il secondo appoggiò Ciro Gomes e il PFL non lanciò nessun candidato alla presidenza della Repubblica.

### Periodo "socialista"

#### Presidenza di Lula

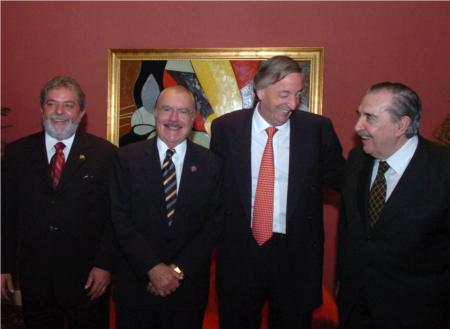
Lula con l'ex presidente Sarney, con i rispettivi contemporanei argentini, Kirchner e Alfonsín nel 2005

Nel gennaio del 2003 viene eletto presidente della Repubblica Luiz Inácio da Silva, detto Lula. Lula si distinse dagli altri presidenti grazie alla sua provenienza di tipo popolare, dato che secondo i suoi sostenitori conosceva la gente e i problemi del popolo perché ci aveva vissuto sin dall'inizio. A 19 anni, lavorando nelle industrie metallurgiche, perse un dito, l'evento lo porto a interessarsi delle attività del sindacato. Il suo slogan, «Quero um Brasil decente», dimostra le sue intenzioni: ridare dignità agli ultimi.
Nel luglio del 2005, gravi scandali coinvolgono il partito al governo (PT) e altri partiti. Da questo momento rallenta l'esperienza riformatrice di Lula che perde parte della sua indipendenza essendo costretto ad accordi con i partiti dell'establishment rappresentanti dei latifondi agrari, degli industriali e dell'élite finanziaria.
Il Brasile che era al settimo posto al mondo per la peggiore distribuzione di rendita, con la doppia congiuntura favorevole di sviluppo economico e industriale unito alle riforme sociali di redistribuzione del reddito vide ridursi tale disparità.
Le elezioni dell'ottobre 2006 riconfermano al secondo turno Lula nella carica di presidente della Repubblica, con il maggior numero di voti validi della storia brasiliana, facendolo restare in carica fino al 1º gennaio 2011.
Negli ultimi anni del suo mandato Lula riceve una forte attenzione da parte dei media italiani per aver negato l'estradizione di Cesare Battisti accusato in Italia di terrorismo. Nel 2016 il presidente è indagato per corruzione e riciclaggio e nell'aprile 2018 viene condannato in secondo grado alla pena di 12 anni e un mese di reclusione.

#### La presidenza di Dilma Rousseff e l'impeachment
Il 1º gennaio 2011 è stata la data del giuramento di Dilma Rousseff (già perseguitata e torturata durante la dittatura degli anni settanta), eletta 36º presidente della Repubblica Federale del Brasile e primo presidente donna della storia del Paese.
È stata riconfermata alla presidenza dopo aver vinto al ballottaggio delle elezioni generali del 2014.
La Rousseff nel 2016 è stata accusata di manipolazione illegale del bilancio nazionale per nascondere un crescente deficit pubblico in vista della sua rielezione nel 2014 e sottoposta a impeachment.
Il 12 maggio 2016 il Senato, con 55 voti contro 22, ha sancito la sospensione dalla carica di Presidente.
Michel Temer, stretto collaboratore di Dilma Rousseff, che era stato nominato Vice Presidente nel 2011, assume così la carica di Presidente facente funzioni, in seguito alla votazione dell'impeachment da parte del Parlamento, che è stata sospesa dalla carica fino a 180 giorni.

### Bolsonaro: il ritorno della destra
Alle elezioni presidenziali del 2018 dopo l'esclusione del condannato ex presidente Lula da Silva, vanno al ballottaggio il candidato della destra Jair Bolsonaro, che ottiene il 46% dei voti e Fernando Haddad, esponente del Partito dei Lavoratori, con il 29,3%. Al secondo turno delle elezioni del 28 ottobre Bolsonaro ottiene il 55,13% dei voti validi e viene eletto 38º presidente della Repubblica Federale del Brasile entrando in carica il 1º gennaio 2019.